# Rajd Monte Carlo 1967
Rajd Monte Carlo 1967 (36. Rallye Automobile de Monte-Carlo) – rajd samochodowy rozgrywany w Monaco od 14 do 20 stycznia  1967 roku. Była to pierwsza runda Rajdowych Mistrzostw Europy w roku 1967. Rajd został rozegrany na asfalcie i śniegu.

## Wyniki końcowe rajdu[1]
| Msc. | Kierowca           | Pilot               | Samochód             |
| ---- | ------------------ | ------------------- | -------------------- |
| 1.   | Rauno Aaltonen     | Henry Liddon        | Mini Cooper S        |
| 2.   | Ove Andersson      | John Davenport      | Lancia Flavia 1.3 HF |
| 3.   | Vic Elford         | David Stone         | Porsche 911 S        |
| 4.   | Leo Cella          | Luciano Lombardini  | Lancia Fulvia 1.3 HF |
| 5.   | Sandro Munari      | George Harris       | Lancia Flavia 1.3 HF |
| 6.   | Paddy Hopkirk      | Ron Crellin         | BMC Mini Cooper S    |
| 7.   | Jean François Piot | Michel Karaky       | Renault 8 Gordini    |
| 8.   | Berndt Jansson     | Marianne Sengtsmann | Renault 8 Gordini    |
| 9.   | Jean Vinatier      | Claude Roure        | Renault 8 Gordini    |
| 10.  | Raymond Joss       | Tony Fall           | BMC Mini Cooper S    |